# Crossoglossa bifida
Crossoglossa bifida är en orkidéart som beskrevs av Robert Louis Dressler. Crossoglossa bifida ingår i släktet Crossoglossa, och familjen orkidéer.
Artens utbredningsområde är Panamá. Inga underarter finns listade i Catalogue of Life.